# Хэллоуин на Ферме порядочности
«Хэллоуин на Ферме порядочности» (англ. Tegridy Farms Halloween Special) — пятый эпизод двадцать третьего сезона американского мультсериала «Южный парк». Премьера эпизода состоялась на Comedy Central в США 30 октября 2019 года. Эпизод построен на попытках Рэнди решить «проблему марихуаны» его дочери Шелли, только в отличие от стандартной ситуации «проблема» заключается не в употреблении марихуаны, а в её неприятии. Вторая сюжетная линия посвящена проблемам пассивно-агрессивного поведения, показываемых на примере отношений Баттерса и египетской мумии из Денверского музея.

## Сюжет
Рэнди объявляет о специальной акции на Хэллоуин на «Ферме порядочности» (англ. Tegridy Farms) своей семье. Однако у его дочери Шелли «проблема с марихуаной». Она считает, что она плохо пахнет и делает людей «ещё глупее, хотя они и так умом не блещут». Чтобы убедить Шелли в обратном, Рэнди отводит её на выставку древнеегипетских артефактов в Денверском музее науки и природы, где он акцентирует внимание на том факте, что древние египтяне использовали пеньковую веревку.
Баттерс также посещает эту экскурсию с родителями, и он хочет проставить печати всех экспонатов выставки в путеводитель по выставке. Ему остаётся проставить только печать мумии, и когда он приходит к мумии египетского фараона Тук-Тан-ра, пожилой сотрудник музея предупреждает его, что эта мумия таит в себе «древнее проклятие любви», и призывает его не ставить эту печать. Но Баттерс игнорирует предупреждение и ставит печать. После чего мумия Тук-Тан-ра однажды навещает его ночью. Сначала Баттерс испугался, но мумия хотела только обнять его и подарить ему фитнес-трекер. Баттерс говорит мумии, что у него уже есть один, и он подарит этот другу. Мумия, придя в бешенство из-за этого, убегает. Впоследствии, выясняется что приступ гнева мумии привёл к пяти жертвам и многочисленным повреждениям имущества. Полиция посещает дом Стотчей и спрашивает Баттерса об их «размолвке» с мумией. Выслушав версию Баттерса, полицейский говорит ему, что они уже говорили с мумией и что его слова были «обидными» для мумии, и потому он должен разделить с ней ущерб, вызванный её гневом, и советует им с мумией держаться подальше друг от друга. После новых атак мумии, Баттерс идёт за советом к Мистеру Маки, однако и он уже успел пообщаться с ней и также выражает ей некоторое сочувствие. Он идёт за советом к одноклассникам, но и они говорят, что Баттерс сам во всём виноват и должен порвать с мумией.
Тем временем на ферме Шелли готовит «ведьмино варево». Она выливает его на только что собранную «особую хэллоуинскую» марихуану, чем приводит в ужас Рэнди и Полотенчика. Рэнди вызывает полицию, и она арестовывает Шелли на ночь, и она оказывается в одной камере с Баттерсом, который туда попал за то, что «манипулирует мумией своим пассивно-агрессивным эгоизмом». Однако оказывается, что после «ведьминого варева» марихуана только ещё больше выросла. На вечеринке Рэнди люди, употреблявшие её, превращаются в зомби. Во время звонка в полицию, Рэнди говорит, что его насилует Харви Вайнштейн. Выбежав из дома, Рэнди и Полотенчик сталкиваются с зомби Винни-Пухом, убитым Рэнди во второй серии сезона, и убитыми ими в прошлой серии коровами. Полиция едет на ферму, взяв также Шелли и Баттерса, поскольку предполагает, что в этом может быть замешана мумия, а Баттерс может ей манипулировать. Шелли варит второе «ведьмино варево» с большим содержанием кофеина, выплёскивает его на Рэнди, и он трезвеет и засыпает. Таким образом, выясняется, что все зомби оказались галлюцинацией. На ферме оказывается также и мумия, Баттерс просит прощения за необоснованные подозрения, но мумия уезжает, оставив ему записку, написанную древнеегипетскими иероглифами. Рэнди просыпается только через три дня, и Шерон говорит, что этот Хеллоуин понравился только ему.

## Отзывы
Райан Паркер из The Hollywood Reporter отметил, что создатели Южного Парка продолжают свои нападки на Харви Вайнштейна: в этот раз он стал частью галлюцинаций Рэнди, хотя финальная сцена показывает, что, возможно, это была и не галлюцинация.
Джон Хьюгар из The A.V. Club дал эпизоду оценку «C+», назвав его «неровным». Он отметил, что у эпизода был сильный потенциал, но в итоге он завершился скомкано.
Джо Матар Den of Geek дал эпизоду оценку 2 из 5 звезд. Он раскритиковал сюжетную линию вокруг «Ферм порядочности» которые уже были в центре внимания в эпизоде «Прививки!!!», потому он посчитал эту тему уже надоевшей, а сюжет эпизода — «скучным».
Джесси Шедин из IGN дал эпизоду «хорошую» оценку (7 из 10). Он приветствовал выделение Баттерсу бо́льшей доли экранного времени, но, тем не менее, он отмечает, что в целом сюжетная линия мумии и Баттерса «скучная и незапоминающаяся» и, к тому же, похожая на эпизод «Любовь Мумии» Aqua Teen Hunger Force 2002 года. Примитивный юмор сюжетной линии Рэнди Шедин называет «неплохим».
Дани Ди Пласидо из Forbes пишет, что это «первый посредственный эпизод 23-го сезона». Сюжетную линию Баттерса он называет «забавной, но не настолько, чтобы её можно было растянуть на 20 минут». Он считает, что эпизод получился скомканным из-за того, что в нём было хорошей цели, которую бы он высмеивал.
Ренальдо Матадин из CBR.com сравнивает эпизод с фильмом Кладбище домашних животных, и отмечает, что он получился даже мрачнее, чем фильм.
Джереми Ламберт из 411mania.com написал, что эпизод ему понравился, но, возможно потому, что он является его целевой аудиторией. Сюжетная линия Баттерса и Муммии, по его мнению, была тяжёлой, вызывая аналогии с долгим разводом.